# Juan Carlos Zampiery
Juan Carlos Zampiery Rivarola (Magdalena, Bolivia; 28 de septiembre de 1989) es un futbolista boliviano. Juega como defensa en Universitario de Vinto de la Primera División de Bolivia.

## Clubes
| Club                   | País    | Año               |
| ---------------------- | ------- | ----------------- |
| La Paz F. C.           | Bolivia | 2010 - 2011       |
| Bolívar                | Bolivia | 2011 - 2012       |
| Real Potosí            | Bolivia | 2012 - 2013       |
| San José               | Bolivia | 2013 - 2014       |
| Jorge Wilstermann      | Bolivia | 2014 - 2015       |
| Sport Boys Warnes      | Bolivia | 2015 - 2016       |
| Blooming               | Bolivia | 2016              |
| Sport Boys Warnes      | Bolivia | 2017              |
| Oriente Petrolero      | Bolivia | 2018              |
| Royal Pari             | Bolivia | 2019              |
| Real Santa Cruz        | Bolivia | 2020              |
| Guabirá                | Bolivia | 2021 - 2022       |
| Royal Pari             | Bolivia | 2023              |
| Universitario de Vinto | Bolivia | 2023 - Actualidad |

## Palmarés

### Títulos nacionales
| Título           | Club              | País    | Año           |
| ---------------- | ----------------- | ------- | ------------- |
| Primera División | Sport Boys Warnes | Bolivia | Apertura 2015 |